# بروس بيدل
بروس بيدل (بالإنجليزية: Bruce Biddle) هو دراج نيوزيلندي، ولد في 2 نوفمبر 1949 في Warkworth, New Zealand ‏ في نيوزيلندا.

## وصلات خارجية
- بروس بيدل على موقع أرشيف الدراجات (الإنجليزية)
- بروس بيدل على موقع إحصائيات الدراجات الإحترافية (الإنجليزية)
- بروس بيدل على موقع أوليمبيديا (الإنجليزية)
- بروس بيدل على موقع اللجنة الأولمبية النيوزيلندية (الإنجليزية)